# (4491) Otaru
(4491) Otaru ist ein Hauptgürtelasteroid, der am 7. September 1988 von Kin Endate und Kazurō Watanabe vom Kitami-Observatorium aus entdeckt wurde.
Der Asteroid wurde nach der japanischen Hafenstadt Otaru benannt.